# Legismo

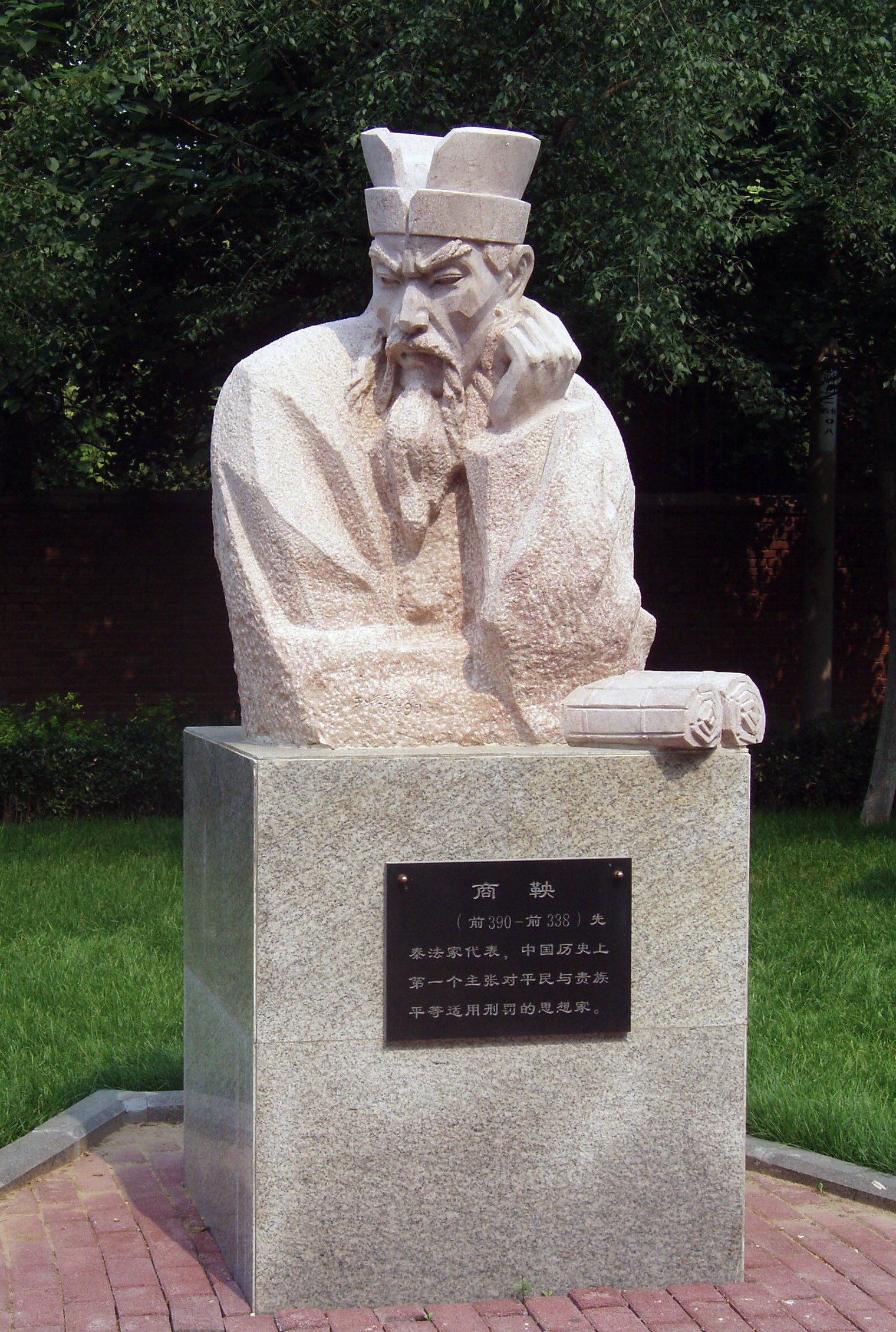
Busto di Shang Yang

Legismo (cinese: 法家 pinyin: fǎjiā) era una scuola filosofica cinese incentrata su filosofia politica, diritto, realpolitik e gestione della burocrazia. Ignorando ampiamente la moralità o le visioni idealizzate di come dovrebbe essere la società, si sono concentrati sul governo pragmatico attraverso il potere dell'autocrate e dello stato. Il suo obiettivo era raggiungere l'ordine sociale, la sicurezza e la stabilità. Secoli dopo, le idee del legalismo influenzarono quelle del regime maoista.
Una figura chiave in questa scuola era l'amministratore e filosofo politico Shen Buhai (400-337 a.C. circa). Un'altra figura centrale, Shang Yang (390-338 a.C.), fu un eminente riformatore che trasformò lo stato di Qin nella potenza dominante che conquistò il resto della Cina nel 221 a.C. il successore di Shen, Han Fei (circa 280 - 233 a.C.) sintetizzò il pensiero degli altri legalisti nel suo testo omonimo, l'Han Feizi, uno dei testi legalistici più influenti che fu usato dai successivi governanti cinesi come guida per il governo e l'organizzazione burocratica dello stato imperiale.
Le sue teorie rappresentavano gli interessi dei proprietari terrieri. Avevano una visione materialistica del mondo, incarnata nella frase L'uomo vince il paradiso (tian), che era chiaramente contraria al confucianesimo. Difendevano anche il governo attraverso leggi che si opponevano al governo attraverso i riti confuciani.
Una massima del legismo era "quando i tempi cambiano, i costumi cambiano" e il suo principio fondamentale era la giurisprudenza. In questo contesto, legismo significa "filosofia politica che mantiene lo stato di diritto", distinguendosi così dal senso occidentale del termine.

## Dottrina
La base della scuola di pensiero è una filosofia utilitaristica, con una concezione disincantata dell'essere umano. L'obiettivo principale della giurisprudenza è la stabilità dell'ordine costituito, con il fine di rafforzare il potere del monarca. Considera l'uomo virtuoso come razionalmente egoista e motivato da incentivi. Un uomo di valore non esprime le sua qualità e non contribuisce a rafforzare il regno, se non ha interessi o incentivi a farlo o agisce contro ciò che lo motiva. Allo stesso modo, non contribuirà alla società e non porterà molti benefici alle persone, se nel farlo non ottiene una adeguata ricompensa.
Prescrive inoltre una censura delle idee che non sono allineate a quelle del monarca. L'azione dello stato dovrebbe essere espressa in leggi, esplicite e codificate, di cui si sottolinea l'inflessibilità. I pilastri dell'architettura politica secondo questo pensiero sono costituiti da tre concetti: "il sistema legale", (法 fǎ), "lo stratagemma politico" (术 shù) e "l'autorità" (势 shì). "Il sistema legale" si riferisce al fatto che lo stato ideale dovrebbe avere leggi molto dure, premiare le persone che forniscono benefici e punire i trasgressori. "Lo stratagemma politico" (术 shù) significa che il monarca deve sapere quali mezzi sono adeguati per governare bene, deve affrontare i suoi avversari politici e mantenere il suo potere e rango. "Autorità" (势 shì) significa che il monarca deve mantenere un'autorità buona e forte e deve sapere come controllare i suoi ministri.
La sua regola si basa sulla seguente trinità:
- Fa (法 fǎ): Legge o principio
- Shu (術 shù): metodo, tattica o arte
- Shi (勢 shì): legittimità, energia o carisma

## La legge
La legge (Fa 法) è il concetto centrale nel pensiero del sistema legale. Non è dotata in sé di significati, quali ad esempio i valori confuciani di umanità e coesione sociale.
La legge non ha funzioni specifiche, non esprime altri valori, è invece la semplice espressione del Tao che è incorporata negli uomini.

## Applicazione della legge
L'intero sistema è stato creato per far sì che le persone si comportino e agiscano come voleva la dinastia. La legislazione sostenuta dai legalisti aveva lo scopo di sostenere lo stato, l'imperatore e il suo esercito.
I legalisti hanno sottolineato in particolare il pragmatismo come base della legge. Il primo imperatore, Qin Shi Huang, lo usò per indebolire il potere dei signori feudali, conquistare e unificare gli stati in guerra in un unico impero, creare trentasei province amministrative e standardizzare il sistema di scrittura.
Riflettendo la passione legale per l'ordine e la struttura, tutti i documenti dell'Impero dovevano registrare l'anno in cui furono scritti, lo scriba che li copiò e fino al momento esatto di consegna.
Nelle dinastie successive, il legalismo fu screditato e cessò di essere una scuola di pensiero indipendente. Tuttavia, gli osservatori confuciani antichi e moderni della politica cinese hanno sostenuto che alcune idee legalistiche si fondevano con il confucianesimo convenzionale e svolgono ancora un ruolo importante nel governo. "Confucianisti fuori e legalisti dentro" (儒表法裡).

## Posterità
Se le teorie dei giuristi conosceranno un grande successo, in particolare con il primo imperatore della Cina, Qin Shi Huang, che le applicherà alla lettera bruciando le opere delle lettere nell'autodafé del 213 a.C., Finiranno per essere inseriti nella lista nera e dopo gli Han, nessuno oserà rivendicare apertamente il legalismo. Questo pensiero è persistito, tuttavia, per tutta la storia della Cina, la cui pratica amministrativa e il codice penale ha ispirato, e conoscerà alcune figure importanti come Fou Chan nel XVII secolo che manifesterà certe affinità con il legalismo.